# Kościół św. Katarzyny Aleksandryjskiej i św. Jana Chrzciciela w Bytowie
Kościół św. Katarzyny Aleksandryjskiej i św. Jana Chrzciciela w Bytowie – rzymskokatolicki kościół parafialny znajdujący się w Bytowie, w województwie pomorskim. Należy do dekanatu Bytów diecezji pelplińskiej.

## Historia
Kościół został wzniesiony w latach 1848-1854 według projektu Schindlera na wzór berlińskiego kościoła św. Mateusza. Do 1945 roku była to świątynia ewangelicka pod wezwaniem św. Elżbiety. Po zakończeniu II wojny światowej została przejęta przez katolików, których kościół został zniszczony przez żołnierzy sowieckich. Budowla została poświęcona w dniu 24 czerwca 1945 roku - wspomnienie św. Jana Chrzciciela, w związku z tym otrzymała dwa wezwania.

## Architektura i wyposażenie
Jest to kościół halowy o trzech nawach. Od strony północnej do elewacji nawy środkowej jest dostawiona wysoka kwadratowa wieża zamknięta arkadową galeryjką. Trzon wieży jest ośmioboczny i zakończony stożkowym hełmem. W kościele znajdują się organy wykonane w 1907 roku oraz dwa dzwony odlane w latach 1820-1821, ufundowane przez króla Fryderyka Wilhelma III Pruskiego.